# Pharm.D.
Doctor of Pharmacy (Pharm.D.; Pharmaciae Doctor)は薬学における専門職学位である。いくつかの国では薬剤師になる（または、免許を得る）ために必須の学位であることも多い。その点では、日本における学士（薬学）と共通している。
Pharm.D.プログラムでは、医薬品の安全かつ効果的な使用に対する、実践的ないし臨床的な教育が導入から高いレベルまで行われる。

## 各国でのシステム

### アメリカ
通例、アメリカのPharmDコースは4年制である。メディカルスクールやロースクールと同様に、Bachelorの学位を必要とする大学も多い一方で、2年間のPre-pharmacyというコースを設けている場合、日本と同じく薬剤師となるまで（薬剤師になるための試験を受験できるまで）計6年のコースとなる。